# James Cullen Bressack

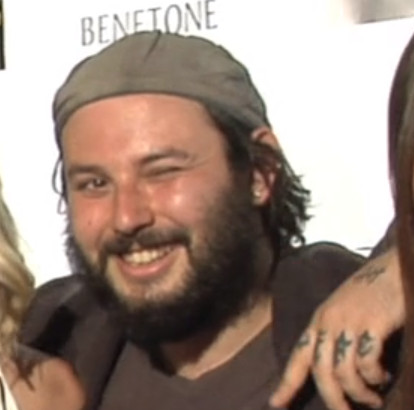
James Cullen Bressack (2015)

James Cullen „Jimmy“ Bressack (* 29. Februar 1992 in Los Angeles, Kalifornien) ist ein US-amerikanischer Filmproduzent, Filmregisseur, Filmschauspieler, Drehbuchautor, Filmeditor und Kameramann.

## Leben
Bressack wurde am 29. Februar 1992 in Los Angeles als Sohn des Fernsehproduzenten Gordon Bressack (1951–2019) und der Synchronsprecherin Ellen Gerstell (* 1954) geboren. Er ist jüdischen Glaubens.
Seit Mitte der 2000er Jahre ist Bressack in der Filmindustrie tätig. 2014 führte er im Tierhorrorfernsehfilm Blood Lake: Killerfische greifen an die Regie. 2019 produzierte er den Horror-Episodenfilm Verotika, in diesem er in der Episode The Albino Spider of Dajette zusätzlich als Nebendarsteller in Erscheinung tritt. Weitere Regietätigkeiten übernahm er 2021 in Fortress – Stunde der Abrechnung mit Bruce Willis in der Hauptrolle, 2022 in Hot Seat mit Mel Gibson in der Hauptrolle sowie in den beiden Filmproduktionen Murder, Anyone? und Darkness of Man.
In vielen seiner Filme übernimmt er immer wieder kleinere, aber auch größere Filmrollen. 2022 war er im Animationsfilm Homeward – Finde deine Bestimmung als Synchronsprecher zu hören.

## Filmografie (Auswahl)

### Produktion
- 2004: The Pointless Adventure of Brad and Dylan (Kurzfilm)
- 2005: Heroine Junky for Dummies (Kurzfilm)
- 2006: Lunar Impossible (Kurzfilm)
- 2006: The Curse of Blanchard Hill
- 2008: Reflecting Love (Kurzfilm)
- 2008: The Moving Chair (Kurzfilm)
- 2008: CollEDGE (Kurzfilm)
- 2008: The Music-Box Killer (Kurzfilm)
- 2008: The Caged Girl? (Kurzfilm)
- 2010–2012: Oh, We Review! (Fernsehserie, 20 Episoden)
- 2011: Claustrophobia
- 2011: Cannibal Blood Girl (Kurzfilm)
- 2011: My Pure Joy
- 2011: Another Superhero Movie
- 2011: Unmimely Demise (Kurzfilm)
- 2012: Treasure Chest of Horrors
- 2012: Theatre of the Deranged
- 2012: Hate Crime
- 2012: Dr. Suess's There's a Wocket in My Pocket (Kurzfilm)
- 2012: Sadistic Eroticism
- 2012: Get Out Alive
- 2013: Treasure Chest of Horrors II
- 2013: Edible Love (Kurzfilm)
- 2013: Family Time (Kurzfilm)
- 2013: Death by VHS
- 2013: To Jennifer
- 2013: Keeper (Kurzfilm)
- 2013: Theatre of the Deranged II
- 2014: Dysmorphia
- 2014: Auteur
- 2015: The Condo
- 2016: Restoration
- 2016: 2 Jennifer
- 2016: Grindsploitation
- 2016: Arlo: The Burping Pig
- 2016: Nanny Cam (Kurzfilm)
- 2016: Welcome to My World (Fernsehserie, 5 Episoden)
- 2016: Rock in a Hard Place (Fernsehserie, Episode 1x01)
- 2016: Deadly Reunion
- 2017: Altitude – Die Hard in the Sky (Altitude)
- 2017: Bethany
- 2017: Hickok
- 2017: Limelight
- 2017: Circus Kane
- 2017: Ziggy Jean and 24th Element: Land of Enchantment (Musikvideo)
- 2017: From Jennifer
- 2017: Dark Tales
- 2017: In the Absence of Good Men
- 2018: Get Married or Die
- 2018: 2 Die For
- 2018: California Paranormal (Dokumentation)
- 2018: Welcome to Hell
- 2018: Lindsey Jenningz: Plastic (Musikvideo)
- 2018: The Final Wish
- 2018: For Jennifer
- 2018: Virus of the Dead
- 2019: Blood Craft
- 2019: Verotika
- 2019: The Outsider
- 2019: Theatre of the Deranged III
- 2019: LA's Most Haunted (Dokumentation)
- 2019: Beyond the Law
- 2020: Blood Tales
- 2020: One last Call
- 2020: Captors
- 2021: Fast Vengeance
- 2021: Pretty Boy
- 2021: Death Rider in the House of Vampires
- 2021: The Scout
- 2021: Fre$h: High Hills (Musikvideo)
- 2021: Hacker: Trust No One
- 2022: Maneater
- 2022: Shadow People: Out of Darkness (Dokumentation)
- 2022: Lizard People: The Truth About Reptilians (Dokumentation)
- 2022: Sally Floss: Digital Detective
- 2022: Tales from the Other Side
- 2022: Mike & Fred vs The Dead
- 2022: Dawn
- 2022: Of the Devil
- 2022: Frost
- 2022: Sawed Off
- 2022: Cuddly Toys
- 2022: Murder, Anyone?
- 2022: Battle for Saipan
- 2022–2023: The Bay (Fernsehserie, 14 Episoden)
- 2023: The Fearway
- 2023: Blood Harvest
- 2023: Bad Connection
- 2023: Breakout
- 2023: Near
- 2023: Visitors from Hell: Paranormal Horror Stories (Dokumentation)
- 2023: The Dead Follows (Dokumentation)
- 2023: Inner Demons
- 2023: Washerwoman
- 2023: Devil May Care
- 2023: Bittertooth

### Regie
- 2004: The Pointless Adventure of Brad and Dylan (Kurzfilm)
- 2005: Heroine Junky for Dummies (Kurzfilm)
- 2006: Lunar Impossible (Kurzfilm)
- 2008: Reflecting Love (Kurzfilm)
- 2008: The Moving Chair (Kurzfilm)
- 2008: CollEDGE (Kurzfilm)
- 2008: The Music-Box Killer (Kurzfilm)
- 2010–2012: Oh, We Review! (Fernsehserie, 19 Episoden)
- 2011: My Pure Joy
- 2011: Unmimely Demise (Kurzfilm)
- 2012: Theatre of the Deranged
- 2012: Hate Crime
- 2012: Dr. Suess's There's a Wocket in My Pocket (Kurzfilm)
- 2013: Family Time (Kurzfilm)
- 2013: 13/13/13
- 2013: To Jennifer
- 2013: White Crack Bastard
- 2013: Theatre of the Deranged II
- 2014: Blood Lake: Killerfische greifen an (Blood Lake – Attack Of The Killer Lampreys, Fernsehfilm)
- 2014: Pernicious
- 2014: Borgore & Sikdope: Unicorn Zombie Apocalypse (Musikvideo)
- 2015: Lab Coats: Life After the Zombie Apocalypse (Kurzfilm)
- 2015: The Condo
- 2015: Thane Koi: Would U Mind (Musikvideo)
- 2016: Grindsploitation
- 2016: Rock in a Hard Place (Fernsehserie, Episode 1x01)
- 2016: If Looks Could Kill (Fernsehfilm)
- 2016: Deadly Reunion
- 2017: Bethany
- 2017: CarGo – Ein kleiner Sportwagen mit großem Herz (CarGo, Animationsfilm)
- 2017: Limelight
- 2017: Ziggy Jean and 24th Element: Land of Enchantment (Musikvideo)
- 2018: Welcome to Hell
- 2018: Lindsey Jenningz: Plastic (Musikvideo)
- 2018: Virus of the Dead
- 2019: Blood Craft
- 2019: Beyond the Law
- 2020: Captors
- 2021: Survive the Game
- 2021: Fre$h: High Hills (Musikvideo)
- 2021: Fortress – Stunde der Abrechnung
- 2022: Sally Floss: Digital Detective
- 2022: Hot Seat
- 2022: Murder, Anyone?
- 2024: Darkness of Man

### Schauspiel
- 1996: Das Leben und Ich (Boy Meets World, Fernsehserie, Episode 4x09)
- 2005: Heroine Junky for Dummies (Kurzfilm)
- 2006: Lunar Impossible (Kurzfilm)
- 2008: The Music-Box Killer (Kurzfilm)
- 2012: Treasure Chest of Horrors
- 2012: Theatre of the Deranged
- 2012: Sadistic Eroticism
- 2012: I Was a Teenage Suicide
- 2013: Treasure Chest of Horrors II
- 2013: Fork You
- 2013: 13/13/13
- 2013: To Jennifer
- 2013: White Crack Bastard
- 2014: Blood Lake: Killerfische greifen an (Blood Lake – Attack Of The Killer Lampreys, Fernsehfilm)
- 2014: Pernicious
- 2015: Sharknado: Heart of Sharkness
- 2015: The Condo
- 2016: Restoration
- 2016: 2 Jennifer
- 2016: Killer Waves
- 2016: If Looks Could Kill (Fernsehfilm)
- 2016: Deadly Reunion
- 2017: Bethany
- 2017: Death Pool
- 2017: Limelight
- 2017: Circus Kane
- 2018: Dick Dickster
- 2018: Virus of the Dead
- 2019: Blood Craft
- 2019: Verotika
- 2019: Beyond the Law
- 2020: Captors
- 2021: Death Rider in the House of Vampires
- 2021: Killing Field (Survive the Game)
- 2021: Fortress – Stunde der Abrechnung (Fortress)
- 2022: Hot Seat
- 2022: Murder, Anyone?
- 2022: Jhon Jatenjor's Interviews (Fernsehserie)

### Synchronisationen
- 2011: My Pure Joy
- 2017: CarGo – Ein kleiner Sportwagen mit großem Herz (CarGo, Animationsfilm)
- 2020: Homeward – Finde deine Bestimmung (Homeward, Animationsfilm)

### Drehbuch
- 2004: The Pointless Adventure of Brad and Dylan (Kurzfilm)
- 2005: Heroine Junky for Dummies (Kurzfilm)
- 2006: Lunar Impossible (Kurzfilm)
- 2008: Reflecting Love (Kurzfilm)
- 2008: The Moving Chair (Kurzfilm)
- 2008: CollEDGE (Kurzfilm)
- 2008: The Music-Box Killer (Kurzfilm)
- 2010–2012: Oh, We Review! (Fernsehserie, 20 Episoden)
- 2011: My Pure Joy
- 2011: Unmimely Demise (Kurzfilm)
- 2012: Theatre of the Deranged
- 2012: Hate Crime
- 2012: Dr. Suess's There's a Wocket in My Pocket (Kurzfilm)
- 2013: Family Time (Kurzfilm)
- 2013: 13/13/13
- 2013: To Jennifer
- 2013: Theatre of the Deranged II
- 2014: The Last Sight (Kurzfilm)
- 2014: Pernicious
- 2014: Borgore & Sikdope: Unicorn Zombie Apocalypse (Musikvideo)
- 2014: Auteur
- 2015: Lab Coats: Life After the Zombie Apocalypse (Kurzfilm)
- 2016: Restoration
- 2016: 2 Jennifer
- 2016: Grindsploitation
- 2016: Nanny Cam (Kurzfilm)
- 2016: If Looks Could Kill (Fernsehfilm)
- 2017: Bethany
- 2017: CarGo – Ein kleiner Sportwagen mit großem Herz (CarGo, Animationsfilm)
- 2017: Circus Kane
- 2017: Ziggy Jean and 24th Element: Land of Enchantment (Musikvideo)
- 2017: From Jennifer
- 2018: 2 Die For
- 2018: Welcome to Hell
- 2018: Lindsey Jenningz: Plastic (Musikvideo)
- 2018: For Jennifer
- 2018: Virus of the Dead
- 2019: Blood Craft
- 2022: Tales from the Other Side
- 2022: Of the Devil
- 2022: Frost
- 2024: Darkness of Man

### Filmschnitt
- 2008: The Moving Chair (Kurzfilm)
- 2008: CollEDGE (Kurzfilm)
- 2010–2012: Oh, We Review! (Fernsehserie, 19 Episoden)
- 2011: My Pure Joy
- 2011: Unmimely Demise (Kurzfilm)
- 2012: Hate Crime
- 2012: Theatre of the Deranged
- 2012: Dr. Suess's There's a Wocket in My Pocket (Kurzfilm)
- 2013: To Jennifer
- 2013: Keeper (Kurzfilm)
- 2013: Theatre of the Deranged II
- 2016: Grindsploitation
- 2017: Dark Tales

### Kamera
- 2004: The Pointless Adventure of Brad and Dylan (Kurzfilm)
- 2006: Lunar Impossible (Kurzfilm)
- 2008: The Music-Box Killer (Kurzfilm)
- 2010–2012: Oh, We Review! (Fernsehserie, 15 Episoden)
- 2011: My Pure Joy
- 2012: Hate Crime
- 2012: Theatre of the Deranged
- 2012: I Was a Teenage Suicide
- 2013: To Jennifer